# Georges Matagne
Georges Matagne (Brussel, 6 maart 1926 – 3 december 1997) was een Belgisch  politicus van het Front National.

## Levensloop
Matagne vocht als militair mee in de Koreaoorlog. Hij was al gepensioneerd toen hij in 1991 voor het extreemrechtse Front National verkozen werd tot lid van de Kamer van volksvertegenwoordigers namens het arrondissement Brussel-Halle-Vilvoorde. Hij bleef in de Kamer zetelen tot in 1995.
Daarna was hij van 1995 tot aan zijn dood eind 1997 lid van het Brussels Hoofdstedelijk Parlement. Hij werd als Brussels Hoofdstedelijk Parlementslid opgevolgd door Annie Raspoet. Van 1994 tot aan zijn dood was hij daarnaast ook gemeenteraadslid van Brussel.